# Évisa
Évisa (korziško Evisa) je naselje in občina v francoskem departmaju Corse-du-Sud regije - otoka Korzika. Leta 1999 je naselje imelo 196 prebivalcev.

## Geografija
Kraj leži v zahodnem delu otoka Korzike, 69 km severno od središča Ajaccia.

## Uprava
Občina Évisa skupaj s sosednjimi občinami Cargèse, Cristinacce, Marignana, Osani, Ota, Partinello, Piana in Serriera  sestavlja kanton Deux-Sevi s sedežem v Piani. Kanton je sestavni del okrožja Ajaccio.

## Zanimivosti
Évisa je izhodišče poti - mulatjere, ki poteka skozi sotesko Spilonce. Pot je označena s 25-imi paneli, ki predstavljajo rastlinstvo in živalstvo tega ozemlja, potek izgradnje poti vključno z genovskimi mostovi.